# Venaria Reale
Venaria Reale oder kurz Venaria (piemontesisch la Venarìa oder la Venerìa) ist eine italienische Gemeinde (comune) in der Metropolitanstadt Turin, Region Piemont. Der Name Venaria kommt aus dem lateinischen Ars Venatoria (dt.: Jagdkunst).

## Lage und Einwohner
Venaria Reale liegt 13 km nordwestlich vom Stadtzentrum von Turin auf einer Höhe von 262 m s.l.m. Das Gemeindegebiet umfasst eine Fläche von 20 km² und hat 32.071 Einwohner (Stand 31. Dezember 2023). Mit Altessano besitzt die Mittelstadt eine Fraktion. Venaria Reale trägt seit 1937 den Titel einer Stadt.
Die Nachbargemeinden sind Borgaro Torinese, Caselle Torinese, Collegno, Druento, Pianezza, Robassomero und Turin.

## Verkehr
Venaria Reale hat eine Anschlussstelle an der A55, der Autobahnumgehung von Turin. Von der A55 zweigen in der näheren Umgebung die A32 nach Frankreich, die A5 ins Aostatal und die A4 nach Mailand ab. Verschiedene kommunale Straßen führen ins benachbarte Turin. Auf dem Stadtgebiet von Venaria Reale befinden sich zwei Stationen der Linie A der S-Bahn Turin: die zentrale Station Venaria und die südlich davon gelegene Station Rigola Stadio. Letztere Station ist wegen des Juventus Stadium von besonderer Bedeutung; das Fußballstadion von Juventus Turin liegt unmittelbar südlich der Gemeindegrenze. Etwa fünf Kilometer nördlich von Venaria Reale liegt an der genannten S-Bahn-Linie der Flughafen Turin.

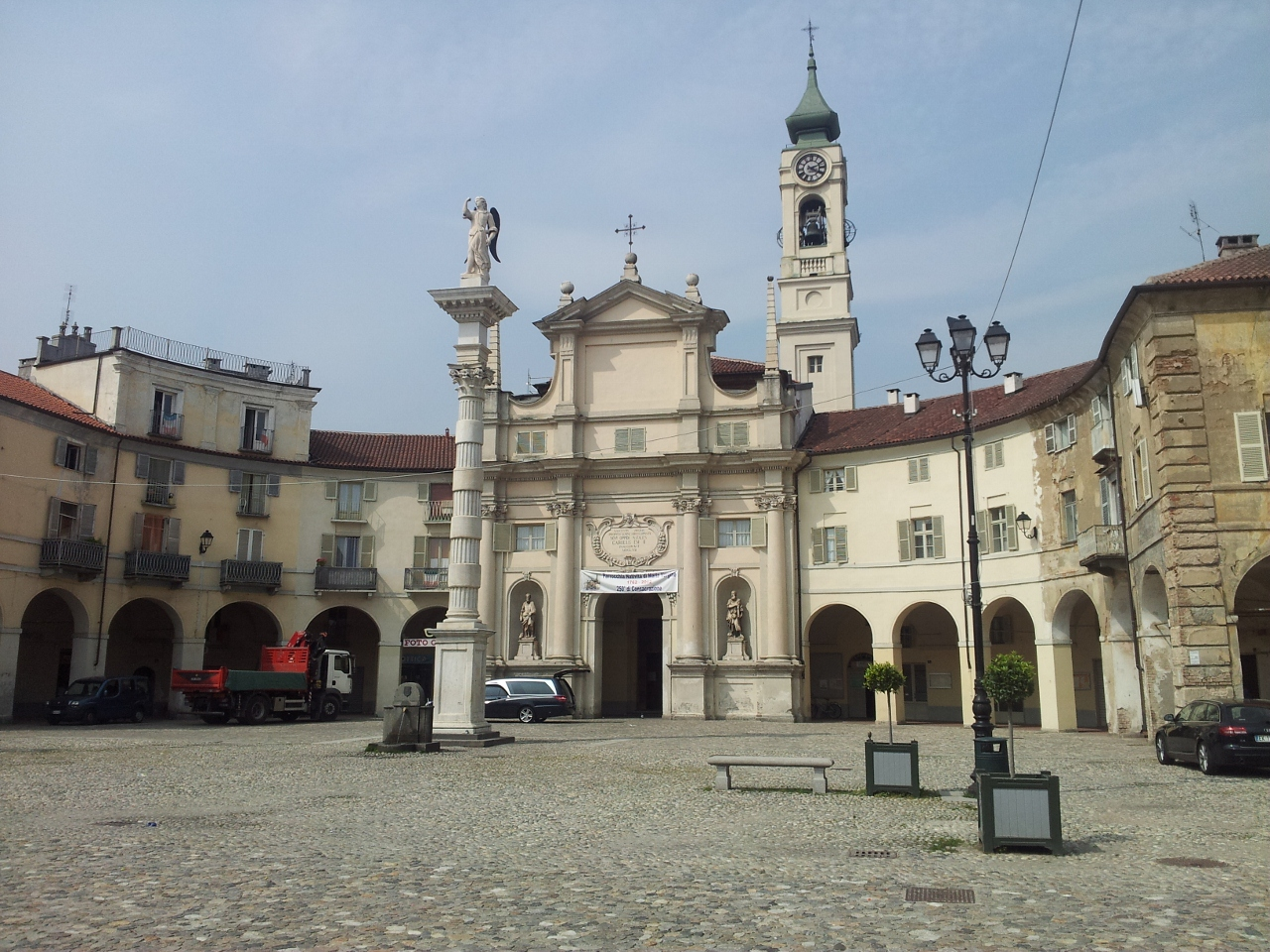
Piazza Annunziata

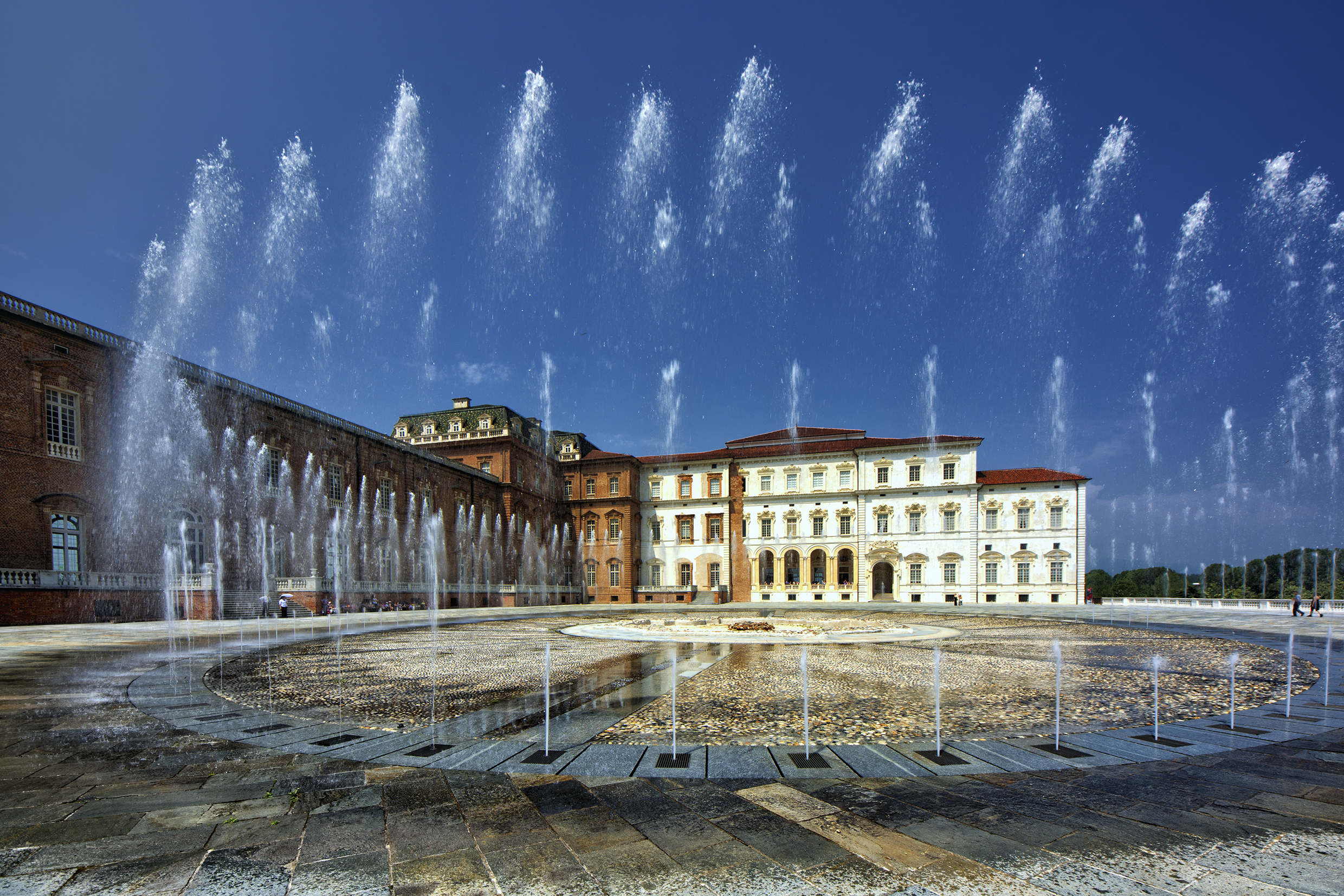
Der Königspalast

## Sehenswürdigkeiten
Auf dem Gebiet der Gemeinde befindet sich der zu den Residenzen des Hauses Savoyen gehörende Königspalast Reggia di Venaria Reale und der daran angrenzende Naturpark La Mandria. Der Name des im 17. Jahrhundert errichteten Jagdschlosses und der südöstlich davon entstandenen Ortschaft leitet sich von der lateinischen Venatio Regia, der königlichen Jagd ab.

## Sonstiges
Unmittelbar südlich des Königspalastes befindet sich der Militärflugplatz Venaria Reale, einer der ältesten Flugplätze Italiens.

## Städtepartnerschaften
Mit der französischen Gemeinde Vizille im Département Isère besteht seit 1961 eine Partnerschaft. Vizille ist seinerseits mit Vöhringen in Bayern verschwistert. Daher besteht auch zwischen Venaria Reale und Vöhringen seit 2011 eine Städtepartnerschaft.

## Persönlichkeiten
- Michele Lessona (1823–1894), Zoologe
- Francesco Zagatti (1932–2009), Fußballspieler und -trainer
- Roberto Cravero (* 1964), Fußballspieler
- Diego Fuser (* 1968), Fußballspieler und -trainer
- Giovanni Pasquale (* 1982), Fußballspieler
- Alessia Orla (* 1992), Triathletin

## Gemeindepartnerschaft
- Castronovo di Sicilia
- Vöhringen
- Vizille
- Kribi